# SV Broki
SV Broki is een Surinaamse voetbalclub in de wijk Abrabroki in Paramaribo. De club komt uit in de Suriname Major League en speelt de thuiswedstrijden in het Mgr. Aloysius Zichem Sportcentrum. 
De club komt uit in de Eerste Divisie van de Surinaamse Voetbal Bond (stand 2019).